# Adolf Brudes
Adolf Brudes, né le 15 octobre 1899 à Kotulin (à l'époque en Allemagne, aujourd'hui en Pologne) près de Wrocław, (ex-Breslau) et mort le 5 novembre 1986 à Brême, est un ancien pilote automobile allemand, ayant principalement couru sur BMW.

## Biographie
Sa carrière en course s'est étalée de 1937 (sur BMW 328) à 1954.
Il a notamment terminé quatrième des 24 Heures de Spa en 1938 avec Heinemann, troisième des Mille Miglia en 1940 avec Roese, et disputé un Grand Prix de championnat du monde en 1952. Il s'est aussi distingué après la guerre dans quelques courses nationales Sport (victoire à Dessau en 1949 sur Awtowelo-BMW S1 Stromlinie 2L., après une deuxième place à Berlin l'année précédente sur BMW 2L., puis troisième des 1 000 kilomètres du Nürburgring en 1953 sur Borgward Hansa 1500 RS avec Hammernick, notamment). Il a aussi participé aux 24 Heures du Mans, en 1953 avec Hartmann sur la Borgward.

## Résultats en championnat du monde de Formule 1
| Saison | Écurie | Châssis        | Moteur             | Pneus  | GP disputé | Points inscrits | Classement |
| ------ | ------ | -------------- | ------------------ | ------ | ---------- | --------------- | ---------- |
| 1952   | Privé  | Veritas Meteor | Veritas 6 en ligne | Dunlop | Allemagne  | 0               | non classé |